# Fouad Adjimi
Pas d'image ? Cliquez ici

a Compétitions nationales et continentales officielles uniquement.

b Matchs officiels uniquement.
 Fouad Adjimi, né le 18 novembre 1974, est un joueur international algérien de rugby à XV. Il peut évoluer aux postes d'ailier ou d'arrière.

## Carrière de joueur

### En club
- Rugby club de Pontoise devenu Rugby club de Pontoise-Cergy : 1995 - 2004 - Fédérale 2
- Stade Domontois : 2004 - 2006 - Fédérale 1
- Rugby club de l'agglomération de Cergy-Pontoise : 2006 - 2011 - Fédérale 1
- Rugby club suresnois : 2011 - 2012 - Fédérale 2
- Rugby club de l'agglomération de Cergy-Pontoise : 2012 - 2013 - Honneur régional

## Palmarès
- Six sélections internationales avec l'équipe d'Algérie
- 2007 : Participation au premier match de la sélection face à la Tunisie (victoire 8-7)[1].